# Quercus texana
Quercus texana, conegut amb el nom anglès com a Nuttall's Oak, pertany a la família de les fagàcies i està dins de la secció dels roures vermells del gènere Quercus.

## Distribució
Quercus texana és originari de l'Amèrica del Nord, Estats Units, de la part inferior de la vall del riu Mississipi, del sud-est de Missouri al sud de Louisiana i sud-est de Texas i a través de l'est de Mississipi al centre d'Alabama i a l'extrem oest de Tennessee i li agrada créixer en sòls humits, dels 0 als 200 m.

## Descripció
Quercus texana és un gran arbre caducifoli, de creixement ràpid. Pot créixer entre 18 a 30 m d'alçada. L'escorça, al principi és de color marró gris, llisa, tornant-se negra amb crestes planes. Les branques són marronoses a grises, sense pèl. Les poncelles són grises marronoses, ovoides, de 3-7 mm de llarg, lleugerament pubescents, amb escates ciliades. Les fulles fan 10-20 per 5-12 cm. Té l'àpex agut, base cuneada, marge amb 5-9 lòbuls estrets i sinus profunds, àmpliament arrodonides, llises, de color verd fosc sense pèl per sobre, més pàl·lid per sota, amb flocs de pèls a l'axil·la de les venes. Els pecíols estan sense pèl, entre 2 a 5 cm de llarg. Les glans fan entre 1,5 a 2,5 cm, vermell marró, estriats, cúpula bastant profunda, amb un peduncle gruixut en forma de base, que tanquen entre 1/4 a 1/2 de la cúpula. Les glans maduren al cap de 2 anys.

## Miscel·lània
Té les fulles dures, semblants a les del roure de Geòrgia (Quercus georgiana) i de Quercus palustris. A la tardor, les fulles tenen uns bons colors vius vermells; de manera que Quercus texana és un tipus de roure més popular. Encara és relativament desconegut en el sector hortícola, però a poc a poc va guanyant popularitat a causa de la seva taxa de creixement ràpid, facilitat de trasplantament, bons colors de la tardor i la capacitat de créixer en sòls humits. El seu nom científic anterior era Quercus nuttallii, però que ara se'l coneix com a Quercus texana, el que ha creat molta confusió amb el roure vermell de Texas, que era conegut com a Quercus texana però que ara se'l coneix com a Quercus buckleyi.

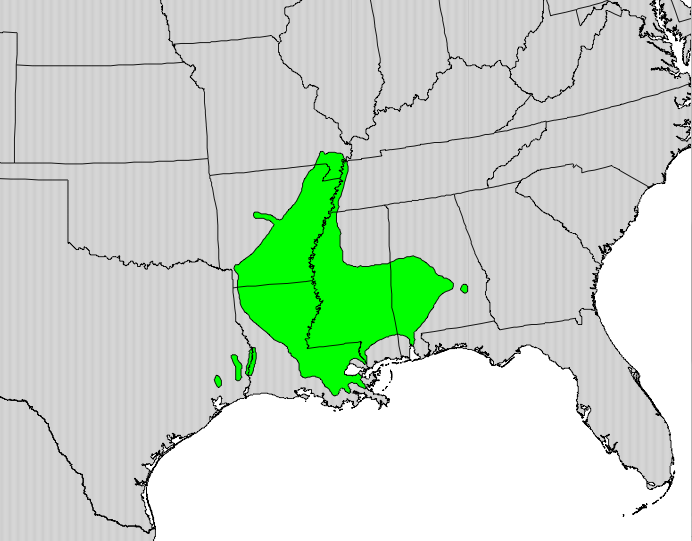
Àrea de distribució natural